# Ла-Вульт-сюр-Рон
Ла-Вульт-сюр-Рон (фр. La Voulte-sur-Rhône, окс. La Vòuta) — коммуна во Франции, находится в регионе Рона — Альпы. Департамент коммуны — Ардеш. Административный центр кантона Ла-Вульт-сюр-Рон. Округ коммуны — Прива.
Код INSEE коммуны 07349.

## Население
Население коммуны на 2008 год составляло 5017 человек.
| 1962 | 1968 | 1975 | 1982 | 1990 | 1999 | 2008 |
| ---- | ---- | ---- | ---- | ---- | ---- | ---- |
| 5537 | 5978 | 5892 | 5297 | 5116 | 5168 | 5017 |

## Экономика
В 2007 году среди 2989 человек в трудоспособном возрасте (15-64 лет) 2150 были экономически активными, 839 — неактивными (показатель активности — 71,9 %, в 1999 году было 69,2 %). Из 2150 активных работали 1839 человек (1016 мужчин и 823 женщины), безработных было 311 (144 человек и 167 женщин). Среди 839 неактивных 235 человек были учениками или студентами, 285 — пенсионерами, 319 были неактивными по другим причинам.

## Достопримечательности
- Замок XIV века, исторический памятник
- Часовня Принцев, исторический памятник
- Церковь Сен-Венсан
- Фонтан Жиру, исторический памятник
- Завод с четырьмя доменными печами, исторический памятник
- Железнодорожный виадук (1952—1955)
- Подвесной мост (1889—1891)
- Палеонтологический музей
- Заповедник Printegarde

## Фотогалерея

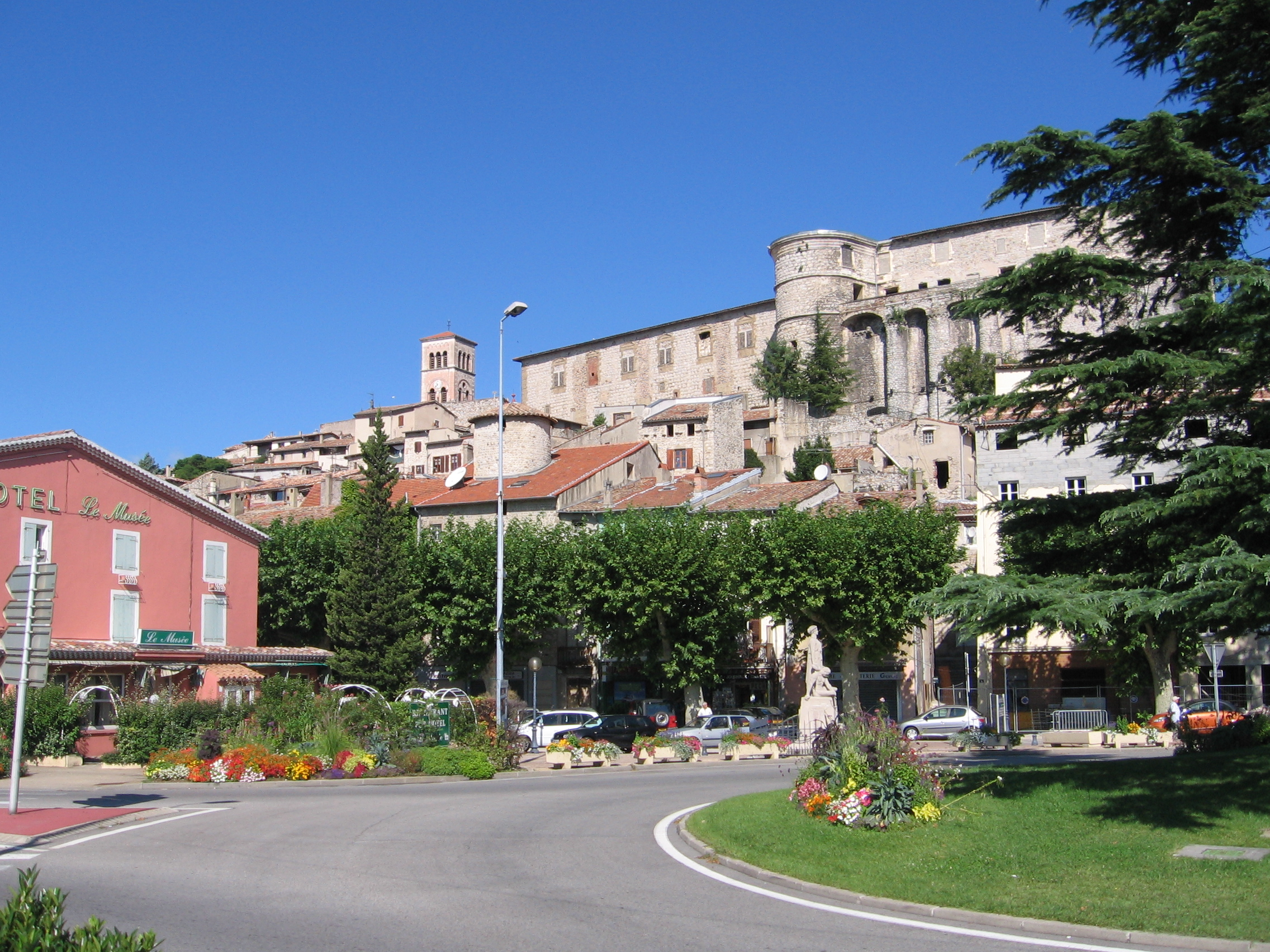
Ла-Вульт-сюр-Рон
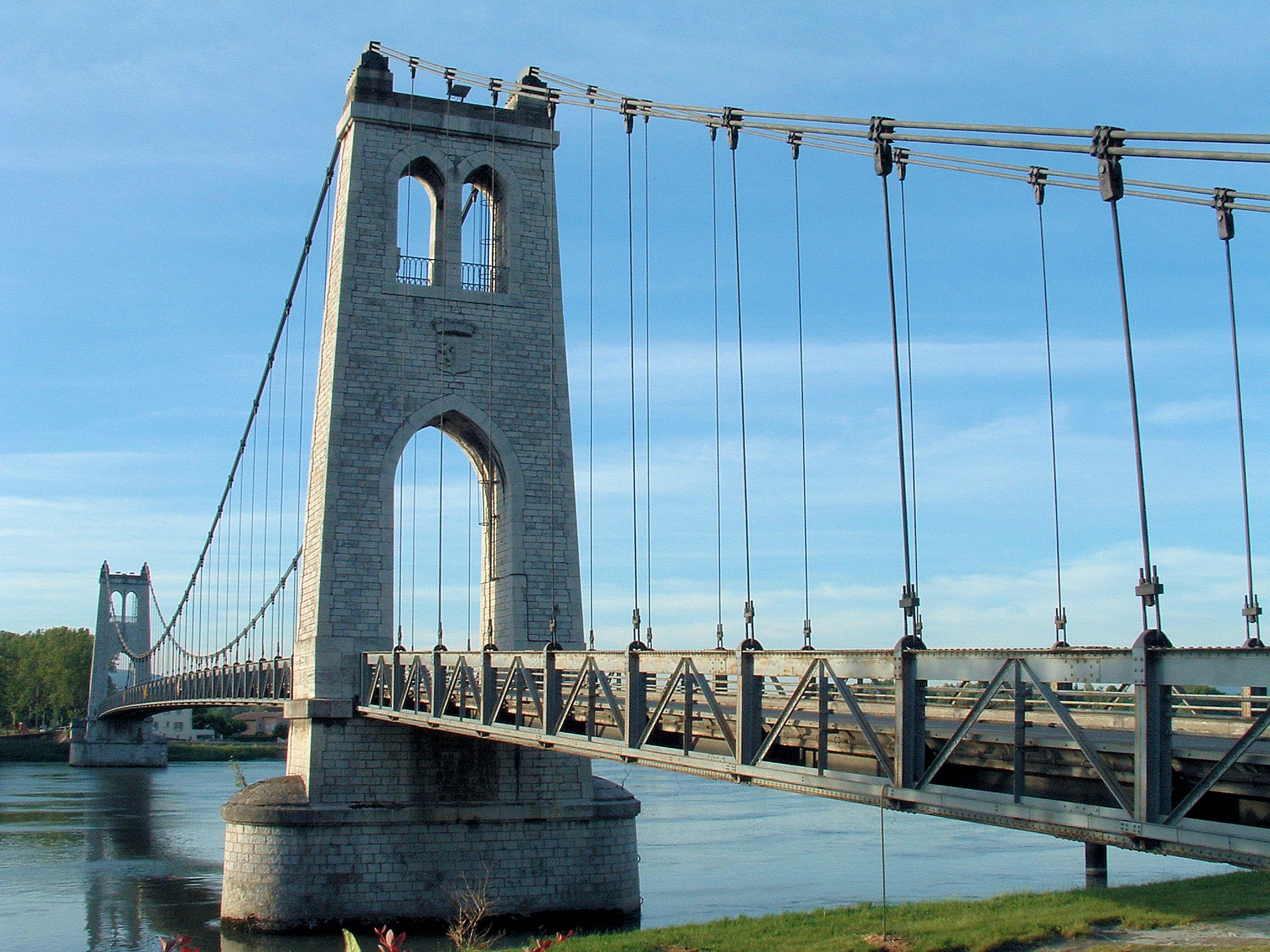
Подвесной мост
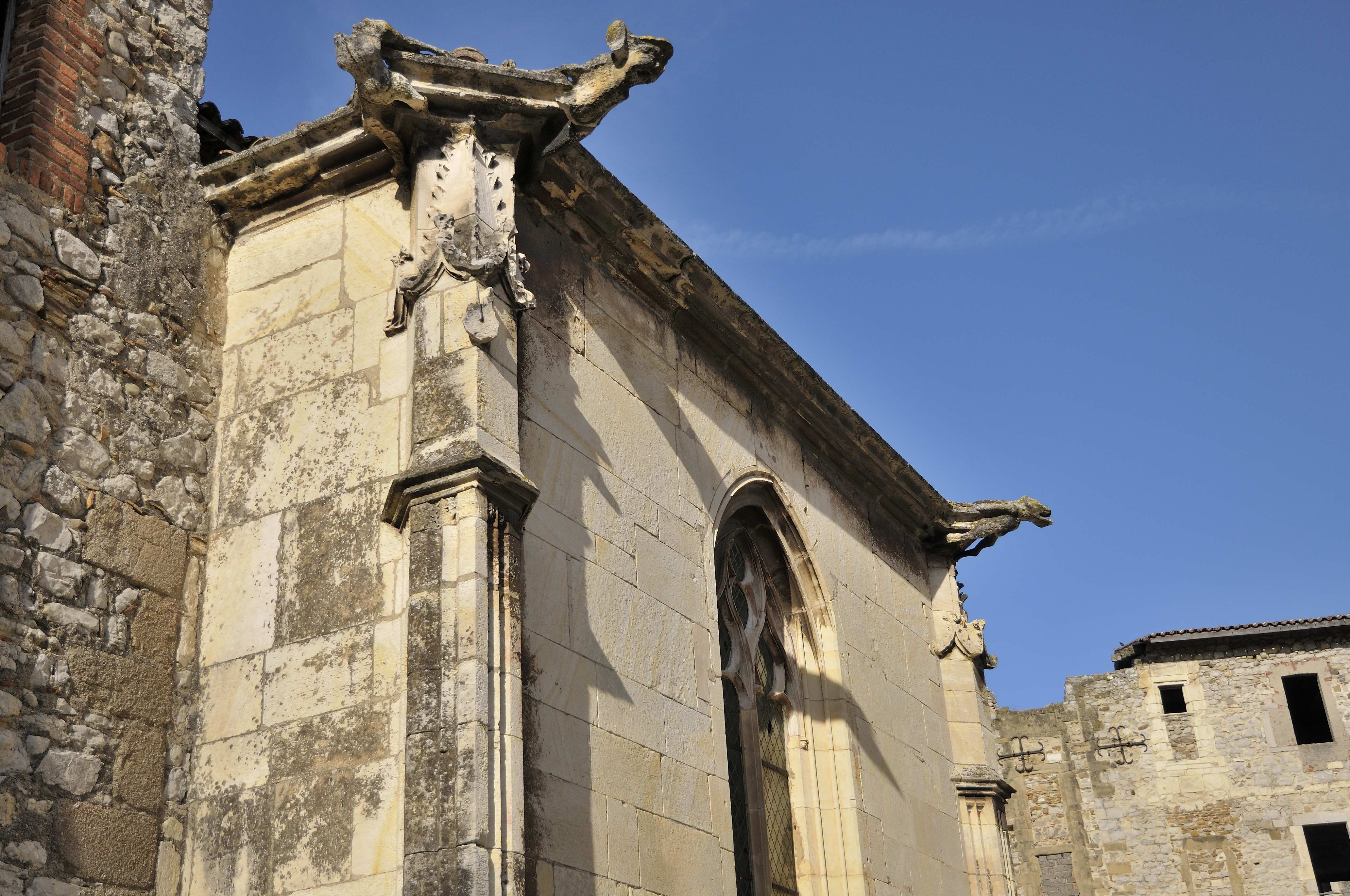
Часовня с гаргульями
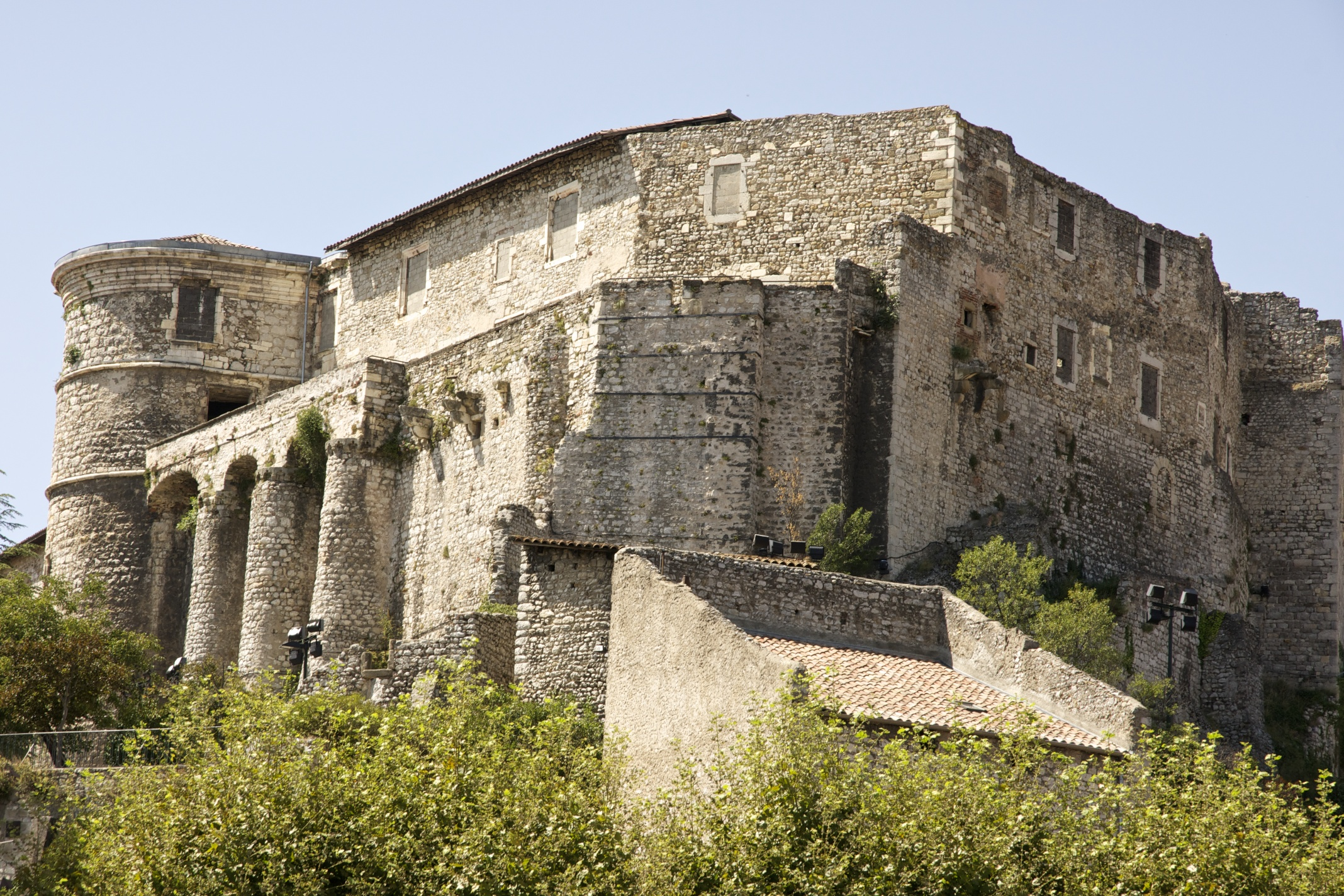
Замок
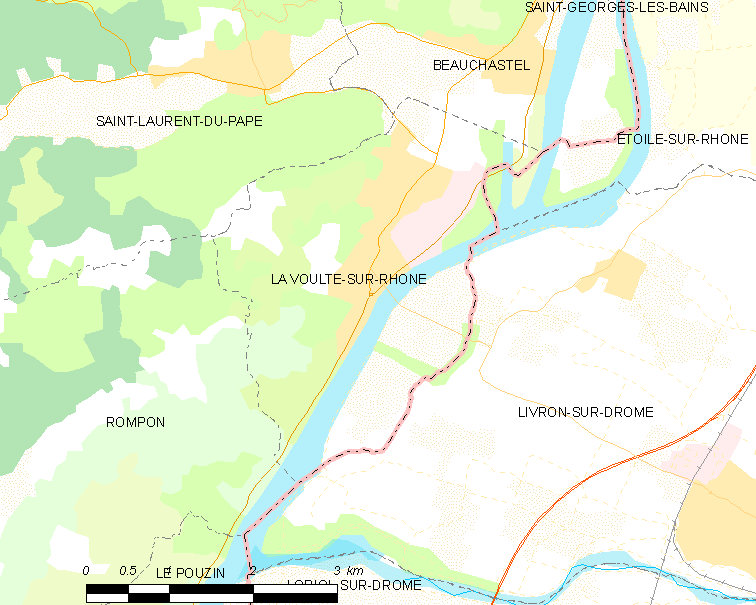
Карта коммуны